# Irwandie Lakasek
Irwandie Lakasek (né le 30 janvier 1995) est un coureur cycliste malaisien, membre de l'équipe Terengganu. Il participe à des compétitions sur route et sur piste.

## Biographie
En 2013, Irwandie Lakasek devient champion d'Asie du scratch et champion de Malaisie du contre-la-montre chez les juniors (moins de 19 ans). il rejoint ensuite l'équipe continentale malaisienne NSC-Mycron en 2016. Bon sprinteur, il obtient deux podiums sur des étapes du Jelajah Malaysia.
Lors des Jeux d'Asie du Sud-Est de 2017, il se distingue en remportant l'or dans le scratch, et la poursuite par équipes.

## Palmarès sur route

### Par année
- 2013
  -  Champion de Malaisie du contre-la-montre juniors
- 2015
  - 3e étape du Tour de Siak
- 2020
  - 3e du championnat de Malaisie du contre-la-montre
- 2021
  - 3e du championnat de Malaisie sur route
- 2022
  - 2e du Grand Prix Gazipaşa
- 2023
  - 3e du championnat de Malaisie sur route

### Classements mondiaux
| Année                                 | 2016  | 2017 | 2018 | 2019  | 2020 | 2021  | 2022  | 2023  | 2024  |
| ------------------------------------- | ----- | ---- | ---- | ----- | ---- | ----- | ----- | ----- | ----- |
| Classement mondial                    | 2374e | nc   | nc   | 2201e | nc   | 1819e | 1282e | 1719e | 1839e |
| UCI Asia Tour                         | 526e  | nc   | nc   | 208e  | nc   | 119e  | 94e   | nc    | nc    |
|                                       |       |      |      |       |      |       |       |       |       |
| Légende : nc = non classéSource : UCI |       |      |      |       |      |       |       |       |       |

## Palmarès sur piste

### Jeux d'Asie du Sud-Est
- Nilai-Putrajaya 2017
  -  Médaillé d'or du scratch
  -  Médaillé d'or de la poursuite par équipes (avec Eiman Firdaus Zamri, Nur Aiman Zariff et Afiq Huznie Othman)

### Championnats nationaux
- 2018
  - 3e du championnat de Malaisie du kilomètre
  - 3e du championnat de Malaisie de l'omnium
- 2022
  -  Champion de Malaisie de l'américaine (avec Wan Abdul Rahman Hamdan)
  -  Champion de Malaisie du scratch
  - 3e du championnat de Malaisie de course à l'élimination